# William Lygon, Bá tước Beauchamp thứ 7
William Lygon, Bá tước Beauchamp thứ 7, KG, KCMG, CB, KStJ, PC (20 tháng 2 năm 1872 – 14 tháng 11 năm 1938), phong là Tử tước Elmley cho đến năm 1891, là một chính khách Đảng Tự do người Anh. Ông là Thống đốc New South Wales trong khoảng thời gian từ năm 1899 đến năm 1901, là thành viên chính quyền đảng Tự do của Sir Henry Campbell-Bannerman và H. H. Asquith trong khoảng thời gian từ năm 1905 đến năm 1915 và là lãnh đạo Đảng Tự do tại Viện Quý tộc từ năm 1924 đến năm 1931. Khi kẻ thù chính trị đe dọa sẽ công khai đồng tính luyến ái của mình, ông đã từ chức để đi lưu vong. Lord Beauchamp thường được coi là hình mẫu cho nhân vật Lord Marchmain trong tiểu thuyết Brideshead Revisited của Evelyn Waugh.

## Tính dục và tống tiền
Năm 1931, Lord Beauchamp được cho là người đồng tính. Mặc dù đồng tính luyến ái của Beauchamp là một bí mật trong các bộ phận của xã hội thượng lưu và một bí mật mà các đối thủ chính trị của ông hạn chế sử dụng chống lại ông mặc dù là bất hợp pháp, nhưng Lady Beauchamp không biết về chuyện này và thừa nhận bối rối không biết đồng tính luyến ái là gì khi nó được tiết lộ. Ban đầu bà nghĩ rằng chồng mình đã bị buộc tội là một kẻ phá đám. Ông đã có nhiều công việc tại Madresfield và Walmer Castle, với các đối tác của ông, từ người hầu đến xã hội, bao gồm cả đàn ông địa phương.
Vào năm 1930, trong một chuyến đi đến Úc, người ta biết rằng một trong những người đàn ông hộ tống ông, Robert Bernays, một thành viên Đảng Tự do, là người tình của ông.
Người anh rể Tory của Beauchamp, Công tước xứ Westminster, đã báo cáo cho Vua George V và Nữ hoàng Mary, người hy vọng sẽ hủy hoại Đảng Tự do thông qua Beauchamp, cũng như cá nhân Beauchamp do không thích Beauchamp. Thực hành đồng tính luyến ái là một tội hình sự vào thời điểm đó, và Nhà vua rất kinh hoàng, có tin đồn rằng: "Tôi nghĩ rằng những người đàn ông như thế tự bắn mình".
Nhà vua có một lợi ích cá nhân trong vụ án, vì hai con trai của ông Henry và George đã đến thăm Madresfield trong quá khứ. Sau đó, George có mối quan hệ với Mary, con gái của Beauchamp, bị cắt đứt bởi chuyến đi chơi của cha cô.
Sau khi có đủ bằng chứng được Công tước thu thập, Beauchamp đã đưa ra lời đề nghị tách khỏi vợ Lettice (không ly hôn), nghỉ hưu và giả vờ rời khỏi đất nước. Beauchamp từ chối, và ngay sau đó, nữ bá tước Beauchamp đã ly hôn. Không có vụ bê bối nào, nhưng Lord Beauchamp đã từ chức tất cả các văn phòng của mình.
Sau khi ông rời khỏi lục địa, anh rể của ông đã gửi cho ông một ghi chú. "Kính gửi Kê gian, ông đã nhận được những gì ông xứng đáng. Trân trọng, Westminster."